# Live at Cabo wabo 96
Live at Cabo Wabo är ett musikvideoalbum på DVD som spelades in live av Alice Cooper i Cabo Wabo 1996.

## Innehåll
1. School's Out
2. Under My Wheels
3. I'm Eighteen
4. Desperado
5. Lost In America
6. Teenage Lament '74
7. I Never Cry
8. Poison
9. Bed of Nails
10. Clones
11. No More Mr Nice Guy
12. Billion Dollar Babies
13. Welcome To My Nightmare
14. Only Women Bleed
15. Feed My Frankenstein
16. Elected
17. Intervju med Alice cooper och Slash

## Medverkande
- Alice Cooper - Sångare
- Jimmy DeGrasso - Trummor
- Paul Taylor - Keyboard, Gitarr
- Reb Beach - Gitarr
- Rob Zombie - Gästsångare
- Ryan Roxie - Gitarr
- Slash - Gästgitarrist
- Todd Jensen - bas